# Torpedo (Rijeka)
Torpedo (Rijeka) – muzeum związane z dawną fabryką torped, znajdujące się w Rijece, wystawa jest częścią ekspozycji Muzej Grada Rijeke.

## Fabryka torped
W latach 50. XIX wieku w Rijece działała odlewnia (fonderia metalli), przekształcona w 1858 w wytwórnię silników parowych. Zmiana profilu zakładu przeprowadzona została przez nowego dyrektora fabryki – Roberta Whiteheada, wcześniejszego dyrektora Trieste Technical Company. Robert Whitehead, uważany za jednego z pomysłodawców stworzenia broni do niszczenia statków, w 1874 po raz kolejny przekształcił zakład. Nowa fabryka działająca pod nazwą Silurificio Whitehead, Torpedo Fabrik von Robert Whitehead, a później Robert Whitehead & Co  Fabryka w Rijece, była pierwszą na świecie fabryką torped. Zakład produkował torpedy, wyrzutnie torped i sprężarki wysokociśnieniowe. W latach 1908–1915 produkowano tam również okręty podwodne uzbrojone w torpedy. W fabryce wprowadzono wiele innowacji technicznych, między innymi przeprowadzano w niej jedne z pierwszych badań akustycznych i aerodynamicznych. Pomiędzy 1860 a 1960 w Rijece produkowano ponad 30 modeli torped różniących się kalibrem, długością, ilością materiału wybuchowego, prędkością i zasięgiem.
Po śmierci Whiteheada właścicielami zakładu została firma Vickers i Armstrong Whitworth. 
Fabryka istniała do lat 90. XX wieku, produkcję torped zakończono w 1966, następnie wytwarzano w niej silniki i ciągniki.
Do dzisiaj z zespołu fabrycznego zachowały się Villa Whitehead (najbardziej reprezentacyjny budynek administracyjny),  zespół hal wraz z zapleczem produkcyjnym, żelbetowe magazyny oraz stacja wodowania torped. Budynki wykonano między innymi według projektów Giacomo Zammatio i Giovanniego Marii Curety. Stacja wystrzeliwania torped jest w stanie ruiny.
W 2007 roku rozpoczęto działania mające na celu stworzenie ekspozycji muzealnej przedstawiającej historię fabryki.

## Ekspozycja
Całość ekspozycji podzielona jest na trzy części:
- torpeda – jej działanie i budowa,
- historia wynalezienia torpedy,
- znaczenie torpedy jako wynalazku[2].